# 日章
日章（にっしょう）は、太陽をかたどった意匠。
日本においては通常円形で描かれ、色は赤色系統・金色系統の場合が多い。白地に赤の日章をあしらった日本の国旗は「日章旗」と称される。なお、日章に光条（旭光）をあしらった意匠は「旭日（きょくじつ）」と称し区別される。

## 日本の例

### 日章
現在では、日本の国旗である日章旗（日の丸）が代表的である。

日本の国旗（日章旗）
??琉球政府旗（2代目の琉球船舶旗）
??艦首旗（海軍の2代目艦首旗）
??皇国旗（遣米使節が発注した旗[1]）
日本陸軍、日本海軍、航空自衛隊の国籍マーク

### 日章を取り入れたもの
明治時代初期には日章を取り入れた旗が多く採用された。

?旧税関旗
?旧郵便旗
?博愛社の旗

### 旭日
旭日の意匠は同じ太陽でも勢いよく昇る朝日を表している。円形の部分が日章と称されることがある。
- 旭日旗 - 軍旗、自衛隊旗など。
- 旭日章（勲章） - 日本の勲章の一種。
- 旭日章（警察章） - 日本の警察のシンボルマーク。

一般的な十六条の旭日旗の意匠
日本陸軍の軍旗（陸軍御国旗）
自衛隊旗（八条旭日旗）
日本海軍の軍艦旗、自衛艦旗
日本の警察のシンボルマーク（旭日章）
明治時代の看守の帽章
関東都督府の看守の帽章
警防団の徽章（略日章に桜花）

## その他
これらは必ずしも日章とは称されないが、太陽をかたどった意匠として挙げる。

マケドニアの旧国旗（ヴェルギナの太陽）
ギリシャ領マケドニアの旗（ヴェルギナの太陽）
マケドニアの国旗
ドネツィク州の州旗
占星術・天文学で太陽の記号
ソ連空軍の軍旗
グルジア共和国の国旗。ソ連邦からの独立後は全く別の意匠の国旗に変更（グルジアの国旗)
クルディスタンの旗
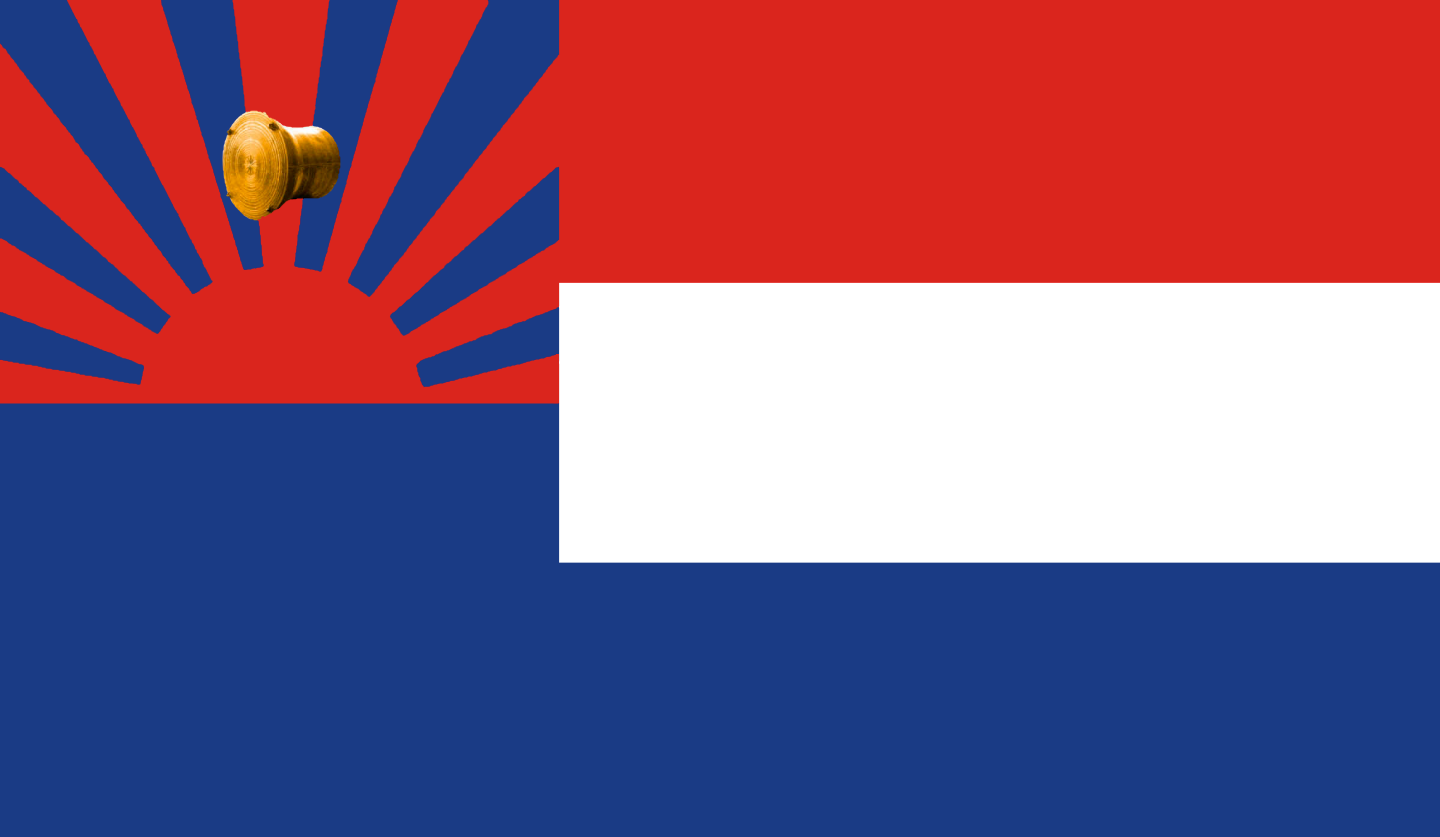
カレン民族同盟 (KNU) の旗
紋章学で太陽のチャージの例
太陽十字の例
黒い太陽の例
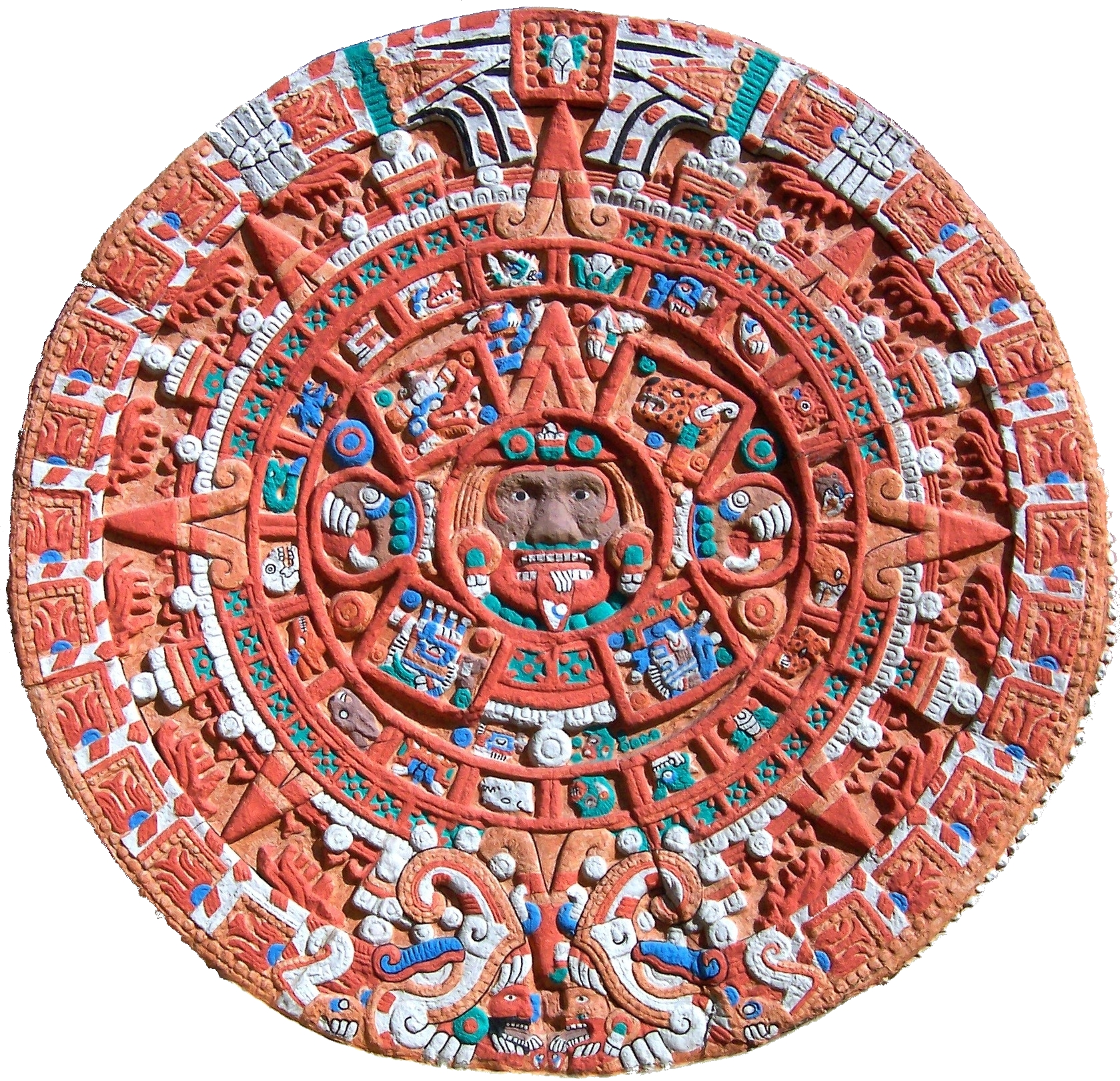
アステカの太陽の石の復元
アルゼンチンの国旗（五月の太陽）
アンティグア・バーブーダの国旗
旧イラン赤十字旗（赤獅子太陽）
ウルグアイの国旗（五月の太陽）
カザフスタンの国旗
木下氏の家紋（木下日足）
キリバスの国旗
アリゾナ州の旗
チベット国旗
キルギスの国旗
? ルーマニア人民共和国の国旗 (1948-1952) 1948年3月制定
? ルーマニア人民共和国の国旗 (1952-1965)
? ルーマニア社会主義共和国の国旗 (1965-1989)
グリーンランドの旗
中華民国の国旗（青天白日満地紅旗）
中華民国の国章
中華民国海軍旗・中国国民党旗（青天白日旗）
東京都旗（東京都紋章）
ナミビアの国旗
ニジェールの国旗
ネパールの国旗
フィリピンの国旗
ブリティッシュコロンビア州の旗
マーシャル諸島の国旗
マラウイの国旗
バングラデシュの国旗
ルワンダの国旗
ロシア空軍の軍旗

なお、パラオの国旗、ラオスの国旗はデザインが日章に似ているが、月（満月）を表している。